# Европейский омар
Европейский омар (лат. Homarus gammarus) — вид ракообразных из семейства омаров (Nephropidae), один из крупнейших среди 35 000 видов ракообразных. Хотя люди уже не одно столетие добывают омаров ради вкусного мяса, эти животные и ныне довольно часто встречаются на большей части европейского побережья.

## Описание
Европейский омар — это крупное ракообразное, с длиной тела до 60 сантиметров и весом до 5—6 кг. Тело состоит из 19 сегментов, покрытых прочным панцирем. В местах соединения отдельных сегментов панцирь тонкий и мягкий, что позволяет омару двигаться. У омара пять пар сложных ног, четыре из которых служат для хождения (ходильные ноги). Первая пара видоизменилась в мощные клешни, которыми омар убивает добычу и разрывает её на части.
Длина личинки составляет чуть более сантиметра. Личинки плавают на поверхности и первые 2—3 недели жизни переносятся течениями вместе с планктоном.

## Распространение
Европейский омар встречается у побережья Европы, Северной и Южной Африки, в Атлантическом океане, Северном и Средиземном морях. Также встречаются в Балтийском море и на юге Чёрного моря. В Чёрном море встречается очень редко в Прибосфорском районе, у берегов Турции и юга Болгарии.

## Образ жизни
Днём европейский омар скрывается среди камней или скальных ущелий, оставляя снаружи только свои антенны и массивные клешни. Иногда, когда поблизости нет подходящего укрытия, он выкапывает в мягком грунте под скалами собственное убежище. Под прикрытием ночи европейский омар оставляет своё логово и отправляется на поиски пищи.
Передвигается европейский омар очень осторожно и медленно. Клешни омар почти всегда держит поднятыми, чтобы сохранить равновесие. Почувствовав опасность, омар быстро загребает хвостом вперёд, под себя, и таким образом отплывает назад, в безопасное место. Благодаря твёрдому панцирю животное надёжно защищено от врагов. Однако эта непробиваемая «броня» во время роста омара не увеличивается, поэтому ему не остается ничего другого, как заменить старый панцирь на новый. Перед линькой под тесным панцирем появляется новый, мягкий слой, не содержащий солей кальция. Старый панцирь в процессе линьки лопается на границе между грудью и брюшком. Затвердевание нового панциря омара может длиться от 20 до 50 дней. При этом соли кальция поступают из крови в новый панцирь и глубоко пропитывают его.

## Размножение
Самки омара начинают спариваться в возрасте 5—6 лет. Спаривание этих животных происходит летом. Молодая самка откладывает всего несколько тысяч яиц, позже их количество постепенно увеличивается и достигает 150 000. Самец омара оплодотворяет отложенные самкой яйца. Мать в течение 7—11 месяцев носит оплодотворённые яйца, прикрепив их к брюшным конечностям. В зависимости от температуры воды, через 9—12 месяцев из них вылупляются личинки, которые совсем не похожи на взрослых омаров. Внешне личинки скорее всего напоминают других ракообразных — креветок. Длина новорождённых составляет всего семь миллиметров. В первые 2—3 недели жизни личинки плавают в верхних слоях воды вместе с планктоном. В это время они питаются микроорганизмами. Нередко течения уносят их далеко от места появления на свет, поэтому жизнь личинки омара, немного повзрослевшей, будет проходить вдали от их родителей. По оценкам, только 1 личинка из 20 000 достигает возраста взрослого животного.